# Järnvägsolyckan i Rocky Ponds
Järnvägsolyckan i Rocky Ponds inträffade omkring klockan 5 på morgonen den 30 juni 1948 i Cunningar i New South Wales i Australien, då nattåget South West Mail spårade ur vid ett rälsbrott. Fyra personer omkom och ytterligare nitton skadades när loket och fem av tågets vagnar körde av den 9 meter höga banvallen och förstördes. Detta var den första dödliga järnvägsolyckan i New South Wales(en) sedan järnvägsolyckan i Murulla september 1926.
Direkt efter olyckan inleddes räddningsinsatsen av anställda och en läkare ombord på tåget. Under insatsen kom ambulanser från kringliggande orter upp till 110 kilometer bort att larmas in. Vid middagstid dagen för olyckan hade polisens undersökning av olycksplatsen avslutats, och vid midnatt var båda spåren öppna för trafik igen. Trots att banan öppnades för trafik igen mindre än ett dygn efter olyckan, kom ångloket och några av vagnarna inte att bärgas förrän den 4 juli. Olycksutredningen, ledd av coronern Wilfrid Powell, genomfördes under juli månad, och man kom då fram till slutsatsen att olyckan hade orsakats av ett rälsbrott som inte gick att upptäcka med den teknik som då fanns tillgänglig.

## Olycksplatsen
Järnvägsstationen Rocky Ponds låg mellan orterna Galong och Cunningar. Olyckan inträffade vid en kurva mellan Rocky Ponds och Cunningar nära fastigheten Camden Springs, cirka 7,5 kilometer sydöst om järnvägsstationen i Cunningar. Järnvägsbanan, Main Southern Railway, sträcker sig från Sydney till Albury och invigdes i etapper mellan 1855 och 1881. Sträckan vid olycksplatsen invigdes den 16 april 1916, efter att en ny dubbelspårig bana hade byggts för att ersätta den ursprungliga enkelspåriga banan. Vid tiden för olyckan trafikerades banan av ett flertal tåg varje dygn och under de fyra timmar innan olyckan hade fyra tåg kört sträckan mellan Galong och Cunningar.
Vid tiden för olyckan utgjordes banan vid olycksplatsen av räler på 40 fot (drygt 12 meter) med en vikt på 90 pund per yard (44,6 kg/m). Rälerna valsades i maj 1914 av Dominion Iron & Steel Co. Ltd. i Kanada och järnvägen byggdes året därpå. Rälerna låg på träsliprar som hade lagts in 1936 och det var planerat att förnya såväl sliprarna som rälerna under 1948 och/eller 1949. Spåret undersöktes regelbundet och undersökningar under månaden för olyckan, som gjordes till fots och med hjälp av spårbundna fordon, avslöjade inte något fel med banan.

## Händelseförloppet
Nattåget South West Mail bestod av ångloket 3817 och nio vagnar, varav sju var upplåtna för resenärer medan två var bagagevagnar. Två av tågets vagnarna var byggda helt av stål och resten hade vagnskorgar av trä och underreden av stål. Tåget avgick från Sydneys centralstation i tid klockan 22.05 den 29 juni 1948 med 123 passagerare ombord och ankom till Goulburn dygnet därpå klockan 02.18. Vid ankomst till Goulburn kontrollerades tågets boggier, hjul, lager, fjädringar och koppel, utan att något fel upptäcktes. Lokföraren och eldaren från Sydney avlöstes i Goulburn av Ernest Nolan respektive Norman Jeffrey, och efter detta avgick tåget i tid klockan 02.30. Tåget fortsatte att köra i tid och efter uppehållet i Yass Junction befann sig 108 passagerare ombord på tåget. Efter Yass Junction stannade South West Mail först vid Galong, där ingen steg på tåget, och avgick i tid klockan 04.58. Vid avgång från Galong iakttog lokföraren, eldaren och tågmästaren att signalen visade "kör" och att rörelse därmed var tillåten. Mellan Galong och Rocky Ponds bromsades tåget två eller tre gånger eftersom det körde nedför backe och då tåget närmade sig Rocky Ponds, där den högsta tillåtna hastigheten var 44 miles per timme (drygt 70 km/h), bromsade Nolan tåget ned till 40 miles per timme (drygt 64 km/h).
När loket kom in i kurvan, där tåget spårade ur, lossade Nolan på bromsen; kort efter detta kom det gnistor från lokets ledande boggi och Nolan nödbromsade omedelbart. Efter olyckan beskrev Nolan händelseförloppet: "loket verkade luta ned [...] loket började välta". Ångloket välte av spåret och hamnade på dess vänstersida på banvallen; såväl föraren Nolan som eldaren Jeffrey fick huvudskador under urspårningens gång. Bakom loket hade flera av tågets personvagnar också spårat ur; den första av dessa var LFX 1341 vars vagnkorg och underrede separerades då vagnen krockade med lokets tender. LFX 1341:s trävagnkorg blev helt demolerad i olyckan och samtliga omkomna befann sig i denna vagn före olyckan. Tågets andra personvagn, BX 2048, följde också LFX 1341 av banvallen och precis som den första vagnen separerades även dess vagnskorg från underredet. Tågets tredje och fjärde vagnar var bagagevagnar av typen EHO och dessa skadades svårt när de sköts ihop efter att fallit av banvallen, men till skillnad från tågets första två vagnar skiljdes vagnskorgarna inte från underredena. Den femte vagnen i tåget, CX 889, hamnade på sidan efter att ramlat av banvallen, men förblev till stor del intakt. Tågets fyra bakre vagnar undgick svårare skador och efter olyckan var de fortfarande hopkopplade; av dessa hade vagnarna som gick sjätte och sjunde i tåget, FS 2110 respektive BS 2174, spårat ur medan tågets sista två vagnar, EAM 1296 och ACX 1617, stod kvar på spåret.

## Räddningsinsatsen
Omedelbart efter olyckan kunde eldaren Jeffrey inte se föraren Nolan och efter att ha ropat ut hans namn hittade Jeffery Nolan liggande i en kolhög på förarhyttens tak. Efter att han hade grävt ut Nolan från kolhögen blev det uppenbart för de båda att det var viktigt att skydda olycksplatsen från andra tågrörelser. Jeffrey samlade upp linsbitar från den krossade signallampan och drog åt Cunningar, medan Nolan sökte efter tågmästaren Henry Turner. Tågvärden Thomas Quinn, som befann sig i vagnen EAM 1296, märkte att tåget hade spårat ur och kontrollerade passagerarna för skador; bland passagerarna i EAM 1296 var läkaren Cyril Macintosh som erbjöd sina tjänster vid olyckan. Quinn och Macintosh lämnade vagnen för att söka efter Turner, som de upptäckte i en av bagagevagnarna. När de kom fram till Turner bad honom Quinn att skydda tåget från följande tågrörelser; varför Quinn inte skyddade olycksplatsen direkt kom aldrig att förklaras, men det är möjligt att Quinn ville hämta knalldosor från tågmästaren. Då Turner inte lyckats ta sig ur bagagevagnen (som låg på dess sida) så gav han Macintosh uppdraget att leda räddningsinsatsen. På sin väg till Turner mötte och uppmanade Nolan en av passagerarna att gå till den närmaste fastigheten, Camden Springs, för att ringa efter hjälp. Efter ett samtal mellan Nolan och Turner övertygades paret att allt möjligt hade gjorts för att skydda olycksplatsen och Turner klättrade upp banvallen för att kontrollera det intilliggande spåret medan Nolan följde efter passageraren till Camden Springs. Samtidigt som Turner kontrollerade spåret blev strålkastaren från ett tåg, som körde i motriktning, synlig. Jeffrey, som hade lyckats ta sig cirka 200 yards (drygt 180 meter) från olycksplatsen, satte knalldosor på spåret och tände sedan på en tändsticka som han med hjälp av en linsbit använde för att visa ett rött sken mot det närmande tåget Boorowa Mixed. När föraren av tåget såg Jeffreys röda ljus bromsade han in och efter att Jeffrey hade berättat vad som inträffat visades tåget till olycksplatsen där dess strålkastare användes för att belysa området.
Flera personer slog larm om olyckan, men några av försöken misslyckade då tåget hade rivit ned ett antal telefonledningar i området. Passageraren som hade gått till fastigheten Camden Springs hade lyckats ta kontakt med ägaren, men dessa upptäckte att det var ett fel med telefonsystemet och körde då till den närliggande fastigheten Beechwood, men även där var det fel med telefonsystemet. Då det inte gick att ringa efter hjälp bestämde sig fastighetsägarna att köra till Galong och Harden för slå larmet och hämta hjälp. Jeffrey, efter att fått Boorowa Mixed att stanna vid olycksplatsen, ringde till tågklareraren i signalställverket Harden North, som var nära Cunningar, och underrättade denne om olyckan. Quinn, som hade skyddat olycksplatsen med knalldosor, gick drygt 2 000 yard (drygt 1,8 kilometer) för att hitta en telefon vid en signal och ringde till signalställverket i Galong för att underrätta om olyckan. Cirka klockan 05.30 hade polisen i Harden larmats om olyckan, tillsammans med sjukhuset och flera läkare som åkte ut till olycksplatsen; även sjukhuset i Cootamundra förbereddes för att ta emot skadade personer.
Vid olycksplatsen hade Macintosh samlat upp de oskadda passagerarna och gett dessa uppdraget att söka genom vraket efter personer som behövde släpas från vraket och att ta hand om de skadade. Flera eldar tändes på för att belysa olycksplatsen och hålla passagerarna varma. Efter att de hade slagit larm kom även tågets besättning att delta i räddningsarbetet. Vid tiden då de första två läkarna från Harden anlände till platsen hade Macintosh redan gjort mycket arbete och fått de skadade vilande på gräset under täcken och rockar för att hålla sig varma; läkaren Harold Maron tyckte Macintosh hade "jobbat särskilt bra med att ta hand om de skadade". Snart efter Marons ankomst till olycksplatsen anlände den första ambulansen och under räddningsinsatsens gång kom ambulanser från Boorowa, Cootamundra, Goulburn, Yass och Young. Då ett specialtåg från Harden anlände klockan 06.34 hade de flesta skadade redan släpats från vraket och bara en avliden person låg kvar bland resterna av LFX 1341.
Tågets passagerare fördes med tåg eller ambulans till Harden där de skadade togs hand om på Hardens sjukhus. Totalt fick 19 personer vård vid sjukhuset och bland dessa var tågets förare och eldare, varav 13 kom att läggas in på sjukhuset. En av de skadade som lades in på Hardens sjukhus fördes senare till Cootamundra där denne flögs till Sydney för mer omfattande vård, men Cootamundras sjukhus kom inte till användning vid olyckan. För att behandla de skadade anordnades det av järnvägsmyndigheten att flyga blod från Sydney till Cootamundra och därefter med bil föra det till sjukhuset i Harden.

## Reparationsarbetet och störningar i tågtrafiken

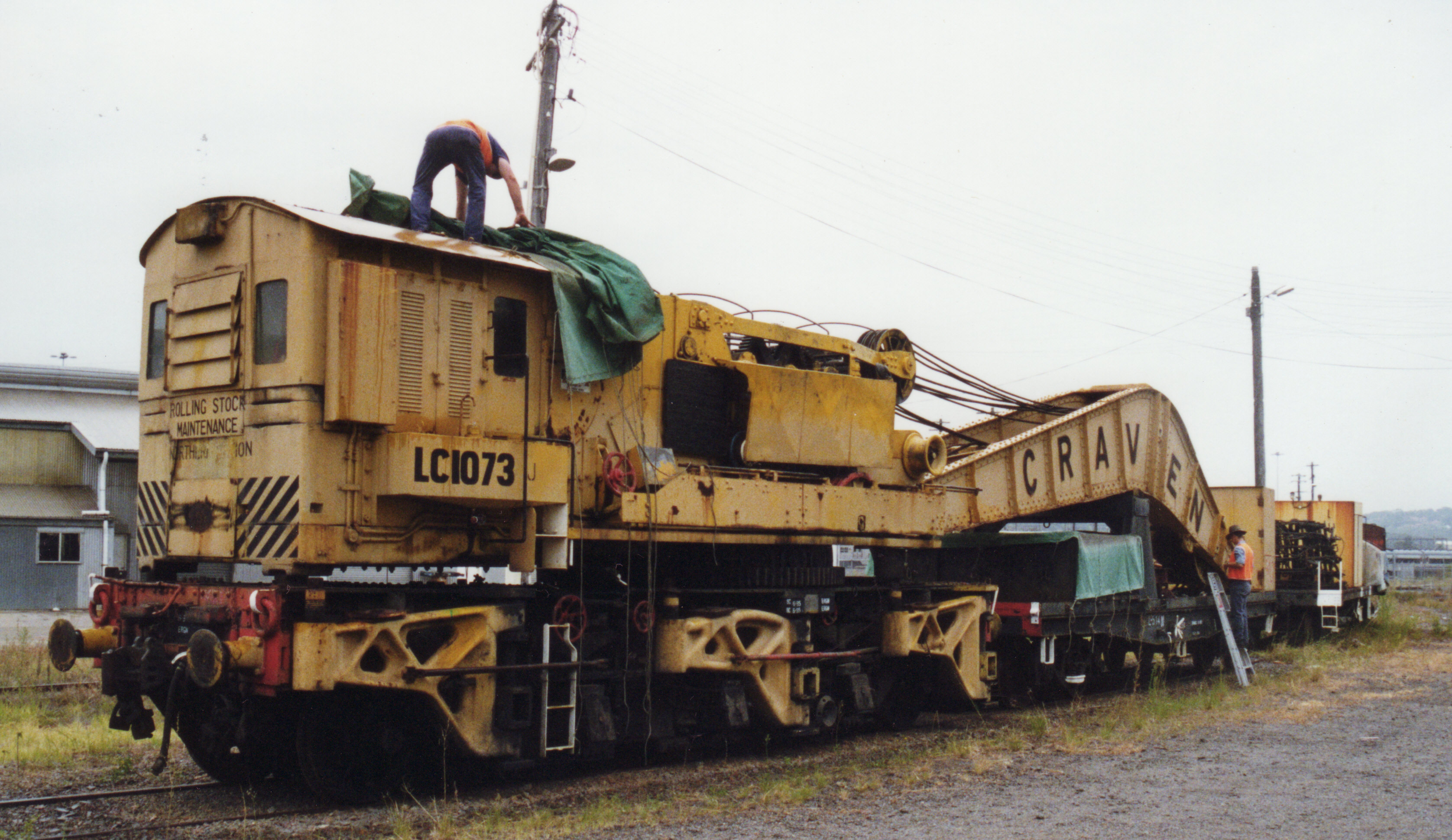
1073 var en av de två kranar som användes vid bärgningsarbetet (på bilden syns den år 2000).

För att återbygga järnvägen vid olycksplatsen fördes cirka 200 spårarbetare från mellan Goulburn och Junee till området, och även en spårbunden kran från Junee fördes dit. Vid middag på dagen för olyckan hade polisens undersökning av olycksplatsen avslutats och de släppte banan till järnvägsmyndigheten som skulle återbygga banan. En sträcka av nedspåret, cirka 200 yard (drygt 180 meter) lång, hade skadats allvarligt och det fanns ungefär 100 skadade sliprar som behövdes bytas ut och även flera vagnar som blockerade nedspåret skulle behöva fjärmas. För att kranen skulle kunna komma tillräckligt nära vagnarna BX 2048 och EHO 1994 för att knuffa undan dem anlades ett tillfälligt spår. Samtidigt drogs EAM 1296 och ACX 1617, som inte spårat ur, bort från olycksplatsen. Kranen lyfte sedan upp de urspårade vagnarna FS 2110 och BS 2174 på spåret och efter att de hade förts bort påbörjades en varaktig reparation av banan. Nedspåret var öppet för tågtrafik vid midnatt men flera av vagnarna, och även ångloket, var kvar på platsen.
För att bärga ångloket, som utan tender hade en vikt på ungefär 107 ton, krävdes det två kranar som klarade av att lyfta 70 engelska ton (71,4 ton) vardera. Beslutet fattades även att bärga de havererade vagnarna samtidigt som loket och då båda spåren vid olycksplatsen skulle behövas stängas beslutades det att bärga fordonen söndagen den 4 juli, eftersom banan var betydligt mindre trafikerad på söndagar. Loket kunde sättas på spåret igen, men vagnarna var så svårt skadade att de lastades på godsvagnar för att föras bort från olycksplatsen och sedan skrotas. Efter att alla fordon hade tagits bort från olycksplatsen fortsatte städningsarbetet i ytterligare en vecka.
När nattåget Albury Mail kom fram till Galong hade tågklareraren där redan underrättats om olyckan och gav inte fortsatt rörelsetillstånd till tåget. Albury Mail, som vid Rocky Ponds borde kört endast 27 minuter efter South West Mail, kom inte att passera olycksplatsen förrän klockan halv nio samma morgon. På eftermiddagen fanns det redan planer i plats för att hantera med oredan i tågtrafiken som uppstod efter olyckan.

## Utredning och orsak
Den 26 juli 1948 inleddes olycksutredningen av coronern Wilfrid Powell i Murrumburrah Court House; vid utredningen fanns representanter för Department of Railways och två järnvägsfackföreningar. Bland Powells uppgifter var att kartlägga hur de omkomna hade skadats och hur skadorna uppstod, och även hur olyckan inträffade. Genom vittnesmål hade järnvägsbolaget som avsikt att bevisa att olyckan orsakades av ett rälsbrott som inte kunde upptäckas med den dagens teknik. Utredningen avslutades den 29 juli och Powells utlåtande blev att de omkomna hade "dött som resultat av skador som oavsiktligen togs emot vid urspårningen [...] av ett tåg känt som South West Maill".
För att fastställa hur olyckan inträffade vittnade flera personer under utredningen. Den första gruppen att vittna bestod av passagerare från nattåget Temora Mail, som körde framför South West Mail, som hade upplevt en mycket ovanlig krängning mellan Galong och Harden. En passagerare som åkte i Temora Mails sista vagn berättade att han hade "väckts då tåget ryckte till och svajade allvarligt" innan tåget ankom till Harden, denne tyckte att "upplevelsen var rätt så unik". En annan passagerare, också i tågets sista vagn, kom ihåg att vagnen krängde och att det kom en smäll nedanifrån; även denna sade att tåget stannade vid Harden efter händelsen. En tredje passagerare, som också reste i tågets sista vagn, berättade att "vagnen krängde ganska allvarligt [...] den krängde [...] till vänster" och kom ihåg att ha vaknat vid Galong innan krängningen. Vittnesmålen avfärdades av Keith Fraser, som handlade som Department of Railways chefscivilingenjör på dagen för olyckan. Faser menade att "den sista vagnen i alla tåg är [...] mer benägen att svaja än alla andra vagnar i tåget." Fraser sade även att krängningen som upplevdes av Temora Mails passagerare "kunde haft sitt ursprung i vilken växel eller plankorsning som helst mellan Galong och Harden." Vid tiden för olyckan var det inte någon växel eller plankorsning i spåret mellan Galong och Harden.
Även järnvägsanställda vittnade att olyckan hade orsakats av ett rälsbrott. Willie Sainsbury, som ansvarade för spårarbete i området för olyckan, menade att rälen bröt då ett föregående tåg körde förbi olycksplatsen och då rälen var under spänning på grund av kylan uppstod det ett gap i rälen vid brottsplatsen. Sainsbury förklarade dock inte hur signalsystemet, som vid ett rälsbrott borde visat en stoppsignal mot tåg, fortsatte att fungera trots brottet. Fraser hade lett prov på rälen och vittnade att koncentrationen av fosfor i rälen vid brottsplatsen var 0,053 procent, trots att den största tillåtna mängden var 0,05 procent då rälen valsades. Fraser berättade även att brottet inte liknade något tidigare brott som hade inträffade på järnvägsnätet, men hade orsakats av utmattningsstress som hade utvecklat efter att rälen blev skadad vid ett tidigare spårarbete. Enligt Fraser hade utmattningen, möjligtvis även tillsammans kylan, lett till att en del av rälen bröt av utan att tillräckligt stor bit föll iväg för att spårledningen skulle sluta fungera och på så sätt hade South West Main fått ett körbeskedd i signalen vid avgång från Galong. Powells utlåtande blev att "urspårningen orsakades av ett rälsbrott i nedrälen på nedspåret" och att "brottet hade inträffat vid tiden tåget var nära urspårningspunkten."
För att upptäcka rälsfel använde Department of Railways en fransk Hallades apparat monterad i en personvagn. Hallades apparaten hade varit i bruk sedan 1927 och vid Rocky Ponds utfördes tre kontroller om året med apparaten. Den sista kontrollen innan olyckan skedde den 1 juni 1948 utan att någon anmärkningsvärd upptäckt gjordes. Sedan kontrollen med Hallades apparaten hade banan vid olycksplatsen kontrollerats flera gånger, varav minst två gånger av spårarbetare som gick förbi platsen till fots och dagligen av en spårarbetare som körde sträckan i ett motorfordon. Powell i sitt utlåtande ansåg "att alla sådana undersökningar, reparationer och allt underhåll som var brukliga och ansågs vara nödvändiga för att hålla spåret i ett sunt och säkert skick hade utförts fram till tiden för olyckan."

## Samtidens järnvägssäkerhet i New South Wales
Järnvägsolyckan i Rocky Ponds var den första dödsolyckan på järnväg i New South Wales sedan järnvägsolyckan i Murulla som inträffade den 13 september 1926; sedan den olyckan hade drygt 4,1 miljarder personer åkte tåg i New South Wales utan att ha drabbas av en dödsolycka. Olyckan vid Rocky Ponds var den första rälsbrottsolyckan i New South Wales på 50 år där en resenär miste livet. Tre veckor innan olyckan, den 9 juni, hade det inträffat en krock mellan på två persontåg nära Cowan och cirka 50 passagerare skadades, varav sex lades in på sjukhuset för vård. Att fler inte skadades allvarligt tillskrevs att båda tåg var försedda med automatkoppel och att samtliga vagnar vad byggda helt av stål. Trots att olycksrapporten om olyckan i Cowan offentliggjordes dagen innan olyckan i Rocky Ponds kom det föga debatt om fördelarna med vagnar byggda i stål jämfört vagnar byggda i trä, och personvagnar med trävagnskorg fortsatte att användas in i 1970-talet.
Några år innan olyckan hade Department of Railways inlett utvecklingen av en apparat, Track Detector Device, som med hjälp av magneter kunde upptäcka fel i rälen. Enligt Department of Railways var apparaten utan motsvar i världen och innehöll även en ultraljudsapparat för närmare undersökning av upptäckta fel. Track Detector Device hade provats i två år innan olyckan, men hade inte använts på Main Southern Railway. Då apparaten inte kunde upptäcka fel utanför rälens övre del skulle den inte upptäckt det fel som orsakade olyckan.

## Tågsammansättning
Tågsammansättningen redovisades i den ordning den hade vid olyckan. Då tåget skulle växla först vid Cootamundra var sammansättningen oförändrad sedan avgång från Sydney C.
| Fordon   | Typ                                                       | Tillverkningsår | Underrede | Vagnskorg | Öde                           |
| -------- | --------------------------------------------------------- | --------------- | --------- | --------- | ----------------------------- |
| 3817     | Ånglok                                                    | 1947            | Stål      | Stål      | Skrotad efter en olycka 1963. |
| LFX 1341 | Personvagn (2:a klass)                                    | 1909            | Stål      | Trä       | Förstörd i olyckan.           |
| BX 2048  | Personvagn (1:a klass)                                    | 1915            | Stål      | Trä       | Skrotad efter olyckan.        |
| EHO 1989 | Bagagevagn                                                | 1914            | Stål      | Trä       | Skrotad efter olyckan.        |
| EHO 1994 | Bagagevagn                                                | 1914            | Stål      | Trä       | Skrotad efter olyckan.        |
| CX 889   | Personvagn (1:a och 2:a klass)                            | 1913            | Stål      | Trä       | Skrotad efter olyckan.        |
| FS 2110  | Personvagn (2:a klass)                                    | 1936            | Stål      | Stål      | Ur bruk 1979.                 |
| BS 2174  | Personvagn (1:a klass)                                    | 1938            | Stål      | Stål      | Ur bruk 1976.                 |
| EAM 1296 | Sovvagn (1:a klass)                                       | 1908            | Stål      | Trä       | Ur bruk 1962                  |
| ACX 1617 | Personvagn (1:a och 2:a klass) med sovplatser (1:a klass) | 1910            | Stål      | Trä       | Såld 1988.                    |

## Fotnoter
1. ↑  Edmonds uppskattar tiden för olyckan till mellan kl 05.05 och 05.07 baserat på avgångstiden från Galong. I årsredovisningen 1947–1948 uppgav Department of Railways kommissarie att olyckan inträffade kl 05.09.[2] I samtida tidskrifter angavs emellertid tidpunkten till strax före 5.[3]
2. ↑  Det var inte tillåtet att stiga av tåget i Galong.
3. ↑  South West Mail körde på det spår som kallas nedspåret. Det andra spåret, uppspåret, skadades inte vid olyckan.
4. ↑  Vid tiden för olyckan hade detta sänkts till 0,04 procent för nyvalsade räler.